# Verein Furka-Bergstrecke

Verein Furka Bergstrecke

Der Verein Furka-Bergstrecke (VFB) ist ein Schweizer Museumsbahnverein, der sich um den Erhalt der 1982 stillgelegten Eisenbahnstrecke Realp-Furka-Oberwald VS einsetzt.

## Geschichte
Nachdem die Bahn zur Winterpause 1981 den Betrieb auf der Bergstrecke einstellte und 1982 den fertiggestellten Furka-Basistunnel in Betrieb nahm, sollte die Strecke abgetragen werden. Zahlreiche Eisenbahnfreunde protestierten gegen den Rückbau und gründeten nach einer Aktion im Verkehrshaus der Schweiz in Luzern 1983 den Verein Furka-Bergstrecke.
1985 gründete man die Trägergesellschaft Dampfbahn Furka-Bergstrecke AG, die die Strecke und die Fahrzeuge betreibt. Im Januar 2007 hatte sie ein Aktienkapital von ca. 11 Millionen Schweizer Franken.
Die Gesellschaft sanierte die Strecke schrittweise, beginnend in Realp. Seit dem Jahr 2000 verkehren die Dampfzüge wieder zwischen Realp und Gletsch. Seit August 2010 ist die gesamte ursprüngliche Bergstrecke von Realp bis Oberwald VS zumindest in den Sommermonaten wieder befahrbar.
Heute sieht der Verein seine Aufgaben darin, Geldmittel durch Spendenaktionen zu beschaffen, um einen festen Betriebskostenzuschuss zur Verfügung zu haben. Weiterhin will er ehrenamtlich Tätige, auch Fronis, Fonarbeiter genannt, organisieren, die die Strecke und die Fahrzeuge instand halten, betreiben und weiter ausbauen.
Seit 2002 ist der Verein als Dachverband mit insgesamt 23 selbständigen Sektionen in der Schweiz (12), in Deutschland (9), in den Niederlanden (1) und in Belgien (1) organisiert und ist Mitglied des Schweizerischen Verband Eisenbahn-Amateur (SVEA). Die Sektionen mit ihren insgesamt über 7600 Mitgliedern präsentieren die Furka-Bergstrecke auf Messen, Ausstellungen und sonstigen Veranstaltungen. Daneben sind die Sektionen in Fachgruppen an dem Wiederaufbau von Lokomotiven, Wagen und Arbeitsgeräten aktiv beteiligt und stellen auch einen großen Teil der freiwilligen Helfer für die Baueinsätze an der Strecke.
Die Leitung erfolgt durch einen Zentralvorstand, der als Ansprechpartner in allen Vereinsangelegenheiten dient.

## Sektionen
| Schweiz | Deutschland | sonstige                |
| --- | --- | ----------------------- |
| - Aargau - Bern - Edelweiss (überregionale Sektion) - Gotthard - Graubünden - Innerschweiz - Nordwestschweiz - Ostschweiz - Romande - Solothurn - Wallis - Zürich | - Berlin-Brandenburg - München - Norddeutschland - Nordrhein-Westfalen - Nürnberg - Rhein-Main - Rhein-Neckar - Schwaben - Stuttgart | - Niederlande - Belgien |